# 볼스타그
볼스타그(Volstagg)는 마블 코믹스가 발행하는 만화책의 등장인물로, 스탠 리와 잭 커비에 의해 만들어졌다. 아스가르드인으로 판드랄, 호건과 함께 워리어스 스리의 멤버이기도 하다. 토르의 조력자이다. 2011년 공개된 영화 《토르: 천둥의 신》과 2013년 공개된 속편 《토르: 다크 월드》에서 레이 스티븐슨이 연기했다. 현재 만화에서는 새로운 토르가 되어 있다.

## 담당 배우

### 영화
- 토르: 천둥의 신 (2011) - 레이 스티븐슨
  - 토르: 다크 월드 (2013) - 레이 스티븐슨
  - 토르: 라그나로크 (2017) - 레이 스티븐슨

## 담당 성우

### TV 애니메이션
- 슈퍼 히어로 스쿼드(2009) - 테드 비아셀리
- 어벤저스: 지구 최강의 영웅들(2010) - 프레드 태터쇼어
- 어벤져스 어셈블(2013) - 프레드 태터쇼어
  - 헐크와 스매쉬 군단(2013) - 프레드 태터쇼어
- 왓 이프(2021) - 프레드 태터쇼어

### 애니메이션 영화
- 헐크 대 토르(2009) - 제이 브라조
- 토르: 아스가르드의 전설(2011) - 브렌트 채프먼

### 비디오 게임
- 토르: 다크 월드(2013) - 데이비드 브리머
- 레고 마블 어벤저스(2016) - 프레드 태터쇼어